# Tetsuo: The Bullet Man
Série
Tetsuo II: Body Hammer
(1992)
Pour plus de détails, voir Fiche technique et Distribution.
Tetsuo: The Bullet Man (鉄男 THE BULLET MAN) (ou Tetsuo III) est un film japonais de Shin'ya Tsukamoto sorti en 2009. Il est le troisième volet de la trilogie Tetsuo, initiée avec Tetsuo puis Tetsuo II: Body Hammer.

## Synopsis
Anthony est un "col blanc" qui vit et travaille à Tokyo. Un jour, son fils est tué dans un accident de voiture. Complètement dévasté par cette perte, Anthony commence à se transformer en monstre de métal. Peu de temps après, il découvre une pièce secrète dans la maison de son père qui contient des fichiers détaillant un mystérieux projet Tetsuo.

## Fiche technique
- Titre : Tetsuo III
- Réalisation : Shin'ya Tsukamoto
- Scénario : Shin'ya Tsukamoto
- Production : Shin-Ichi Kawahara, Masayuki Tanishima, Shin'ya Tsukamoto
- Photographie : Shin'ya Tsukamoto
- Montage : Shin'ya Tsukamoto
- Musique : Chū Ishikawa, Nine Inch Nails (theme)[1]
- Pays d'origine :  Japon
- Langue : Anglais
- Genre : Horreur, science-fiction et expérimental
- Durée : 71 minutes
- Date de sortie : 5 septembre 2009

## Distribution
- Eric Bossick : Anthony
- Akiko Monou : Yuriko
- Shin'ya Tsukamoto : l'homme
- Yûko Nakamura : Mitsue
- Stephen Sarrazin : Ride
- Tiger Charlie Gerhardt : Tom
- Prakhar Jain : Elliott